# Epicattleya
Epicattleya  (abreviado Epc.) en el comercio. es un híbrido intergenérico entre los géneros de orquídeas Cattleya y Epidendrum.